# Open di Francia 2005
L'Open di Francia 2005, la 104ª edizione degli Open di Francia di tennis, si è svolto sui campi in terra rossa dello Stade Roland Garros di Parigi, Francia, dal 23 maggio al 5 giugno 2005.
Il singolare maschile è stato vinto dallo spagnolo Rafael Nadal, che si è imposto sull'argentino Mariano Puerta in quattro set con il punteggio di 6(6)–7, 6–3, 6–1, 7–5. Il singolare femminile è stato vinto dalla belga Justine Henin, che ha battuto in due set la francese Mary Pierce.
Nel doppio maschile si sono imposti lo svedese Jonas Björkman e il bielorusso Maks Mirny. Nel doppio femminile hanno trionfato la spagnola Virginia Ruano Pascual e l'argentina Paola Suárez.
Nel doppio misto la vittoria è andata alla slovacca Daniela Hantuchová in coppia con il francese Fabrice Santoro.

## Senior

### Singolare maschile
Rafael Nadal ha battuto in finale  Mariano Puerta con il punteggio di 6(6)–7, 6–3, 6–1, 7–5.

### Singolare femminile
Justine Henin ha battuto in finale  Mary Pierce con il punteggio di 6–1, 6–1.

### Doppio maschile
Jonas Björkman /  Maks Mirny hanno battuto in finale  Mike Bryan /  Bob Bryan con il punteggio di 2–6, 6–1, 6–4.

### Doppio Femminile
Virginia Ruano Pascual /  Paola Suárez hanno battuto in finale  Cara Black /  Liezel Huber con il punteggio di 4–6, 6–3, 6–3.

### Doppio Misto
Daniela Hantuchová /  Fabrice Santoro hanno battuto in finale  Martina Navrátilová /  Leander Paes con il punteggio di 3–6, 6–3, 6–2.

## Junior

### Singolare ragazzi
Marin Čilić ha battuto in finale  Antal van der Duim con il punteggio di 6–3, 6–1.

### Singolare ragazze
Ágnes Szávay ha battuto in finale  Ioana Raluca Olaru con il punteggio di 6–2, 6–1.

### Doppio ragazzi
Emiliano Massa /  Leonardo Mayer hanno battuto in finale  Sergey Bubka /  Jérémy Chardy con il punteggio di 2–6, 6–3, 6–4.

### Doppio ragazze
Viktoryja Azaranka /  Ágnes Szávay hanno battuto in finale  Ioana Raluca Olaru /  Amina Rakhim con il punteggio di 4–6, 6–4, 6–0.